# Distretto di Strzelce
Il distretto di Strzelce (in polacco powiat strzelecki) è un distretto polacco appartenente al voivodato di Opole.

## Geografia antropica

### Suddivisioni amministrative
Il distretto comprende 7 comuni.
- Comuni urbano-rurali: Kolonowskie, Leśnica, Strzelce Opolskie, Ujazd, Zawadzkie
- Comuni rurali: Izbicko, Jemielnica